# 楊茂搜
楊茂搜（?—317年），又作戊搜 ，本姓令狐，是楊飛龍的外甥及養子，仇池首領。
晉元康六年（296年）十二月，楊茂搜率領部落四千家回到仇池，自號輔國將軍、右賢王，氐族公推他为首领，關中許多想避亂的人到仇池依附他。楊茂搜对来投奔者予以接纳，想离去者则给予金费保护离开。晋愍帝任命他为骠骑将军、左贤王。
楊茂搜在建兴五年（317年）去世，長子楊難敵立。
| 前任： 楊飛龍 | 仇池首領 296年—317年 | 繼任： 楊難敵 |